# Essouvert
Essouvert – gmina we Francji, w regionie Nowa Akwitania, w departamencie Charente-Maritime. Została utworzona 1 stycznia 2016 roku z połączenia dwóch wcześniejszych gmin: La Benâte oraz Saint-Denis-du-Pin. Siedzibą gminy została miejscowość Saint-Denis-du-Pin. W 2013 roku populacja wyżej wymienionych gmin wynosiła 1149 mieszkańców.